# Zelda's Adventure
Zelda's Adventure (litt. « L'Aventure de Zelda ») est un jeu vidéo développé par Viridis et édité par Philips sur CD-i, sorti en 1995. Il est le troisième jeu basé sur l'univers de la série The Legend of Zelda à sortir sur CD-i après Link: The Faces of Evil et Zelda: The Wand of Gamelon.

## Trame

### Histoire
Ganon a enlevé Link et volé les sept cristaux plongeant ainsi le royaume d'Hyrule dans les ténèbres. Sur les conseils du sage Gaspra, le roi envoie donc la princesse Zelda à Tolemac, région inexplorée du sud-est d'Hyrule, pour réunir ces cristaux afin de vaincre Ganon et ses sbires pour sauver son frère Link.

## Système de jeu
Contrairement à ses prédécesseurs sur CD-i, de type plateforme/puzzle, qui adoptaient une vue de profil, Zelda's Adventure se présente comme un véritable action-RPG et utilise une vue de dessus légèrement en diagonale. Le joueur y incarne à nouveau la princesse Zelda, personnage principal du jeu, qui est celle fois la sœur de Link.
Les boutons directionnels du joypad permettent de diriger Zelda sur l'écran. L'un des boutons d'action permet de combattre, le second d'ouvrir l'écran d'inventaire. Dans celui-ci sont stockés les armes et autres objets trouvés ou reçus recevez en cours de route. Au début, Zelda n'est pas armée, mais trouve rapidement une baguette magique, permettant de toucher les ennemis à distance. D'autres armes sont dissimulées dans le jeu, comme un arc et des flèches, un boomerang, des couteaux, et des sorts. Les adversaires vaincus laissent parfois derrière eux des cœurs (reconstituant la santé de Zelda), des rubis (la monnaie utilisée dans les magasins et auberges de Tolemac) ou des clés (nécessaires pour déverrouiller les portes). Zelda commence la partie avec une barre de vie symbolisée par 3 cœurs qui se vident à chaque fois qu'elle est touchée. Si Zelda « meurt », elle réapparaît à l'écran de départ, en conservant son inventaire. Près de cette position de départ, il est possible de rencontrer Shurmak, une sorte d'oracle qui conseillera le joueur régulièrement.
Les cinématiques du jeu se font sous la forme de film interactif avec de véritables acteurs.

## Développement
Le jeu est développé par la société Viridis et édité par Philips. Il est terminé avec plus d'un an de retard.

## Accueil
La revue néerlandaise CD Interactief, qui a testé une preview du jeu plus d'un an avant sa sortie, juge les graphismes « réalistes », le son « également excellent » et une musique de fond « atmosphérique ». Elle confirme ses premières impressions lors de la sortie de la version finale, mais ne comprend pas le si long délai de développement étant donné le peu de différences entre les deux versions.
Les critiques récentes de Zelda's Adventure sont assez négatives. Ses graphismes ont été qualifiés de « flous et numériques ». Le magazine Wired les ont dépeints comme les pires jamais rencontrés. Le système de jeu, considéré comme non professionnel, a également été critiqué. Un autre défaut identifié : le jeu n'était pas capable de produire en même temps la musique et les effets sonores. Scott Sharkey de 1UP.com a décrit la pochette de Zelda's Adventure comme étant l'une des quinze pires pochettes jamais conçues. Zelda's Adventure est sorti alors que la CD-i était en fin de série, et est devenu très rare avec le temps, tout comme les deux autres Zelda édités par Philips. Zelda's Adventure se vend généralement pour plus de 100 $,.
Bien qu'ayant donné des avis positifs à Link: The Faces of Evil et Zelda: The Wand of Gamelon, ni Danny Cowan de 1UP.com ni John Szczepaniak de RetroGamer ne récidiveront pour Zelda's Adventure, que Szczepaniak décrit comme héritant d'un design arbitraire et illogique, de graphismes bâclés, d'une musique quasi inexistante, d'une difficulté atrocement élevée, et de chargements et de contrôles laborieux. Le système de jeu de Zelda's Adventure a aussi été dépeint comme une succession rébarbative de tests d'erreur pour déterminer quel objet utiliser face à quel ennemi. Cowan a dit de Zelda's Adventure qu'il était « pratiquement injouable » à cause d'un taux de rafraîchissement saccadé, de contrôles qui ne répondent pas et de longs temps de chargement, résumant sa critique à un simple avertissement : « évitez ce jeu à tout prix. » En réponse à une idée reçue selon laquelle Zelda's Adventure serait meilleur que Zelda: The Wand of Gamelon ou que Link: The Faces of Evil, RetroGamer souligne l'erreur de perspective qui consiste à regarder les similarités apparentes entre ce jeu et le Zelda original, alors que selon RetroGamer le jeu n'est en fait même pas jouable.